# John Woo
Treść tego artykułu może nie być zgodna z zasadami neutralnego punktu widzenia,
ponieważ Hasło ma charakter panegiryku (udało mu się zrobić świetny film w swoim starym stylu).
Dokładniejsze informacje o tym, co należy poprawić, być może znajdują się w dyskusji tego artykułu.
 Po wyeliminowaniu niedoskonałości należy usunąć szablon {{Dopracować}} z tego artykułu.
John Woo (chiń. upr. 吴宇森; chiń. trad. 吳宇森; pinyin Wú Yǔsēn; ur. 1 maja 1946 w Kantonie) – reżyser, scenarzysta, aktor oraz producent filmowy wywodzący się z Hongkongu.

## Życiorys
Dorastał w Hongkongu, zaczynając swoją filmową karierę jako pomocnik reżysera w 1969 i pracując dla Shaw Brothers Studios. W tym czasie spędzał dużo czasu ucząc się samodzielnie filmowej techniki i teorii z książek. Swój pierwszy film, The Young Dragons, wyreżyserował w 1973. Wkrótce Woo nakręcił kolejne filmy kung-fu w wytwórni Golden Harvest, a przez następne lata nakręcił kilkanaście filmów, w tym komedie oraz film z Jackiem Chanem Ręka śmierci, który również odniósł sukces. W 1983 roku udało mu się stworzyć film sensacyjny Lepsze jutro, ale trafił do kin dopiero 3 lata później. W 1986 roku John Woo i producent filmowy Tsui Hark otworzyli wytwórnię Film Workshop, dzięki której powstał Byle do jutra. Film osiągnął wielki sukces i zapoczątkował długą współpracę Woo z Chow Yun Fatem. Po nakręceniu Byle do jutra II i Płatny morderca pod koniec lat 80., filmy trafiły od razu do kin i zwróciły uwagę międzynarodowej publiczności. To sprawiło, że Woo stał się reżyserem specjalizującym się w filmowaniu niesamowitych strzelanin w zwolnionym tempie (slow motion). Kolejne filmy to: Kula w łeb oraz Był sobie złodziej. Rok później przeniósł się prosto do Hollywood. Tu wyreżyserował Nieuchwytny cel, a główną rolę zagrał Jean-Claude Van Damme. Potem był jeszcze Tajna broń w 1996 (odniósł sukces kasowy), w 1997 Woo zrobił film, Bez twarzy. Po nim powstały hollywoodzkie filmy akcji takie jak Mission: Impossible II, Szyfry wojny i Zapłata, w których grali m.in. Tom Cruise, Nicolas Cage i Ben Affleck. Obecnie wielu reżyserów wzoruje się na jego filmach, m.in. Robert Rodriguez i Quentin Tarantino.
Zasiadał w jury konkursu głównego na 58. MFF w Cannes (2005).

## Filmografia
- Ręka śmierci (1976)
- Lepsze jutro (1986)
- Byle do jutra (1986)
- Byle do jutra II (1987)
- Płatny morderca (1989)
- Kula w łeb (1990)
- Był sobie złodziej (1991)
- Dzieci triady (1992)
- Nieuchwytny cel (1993)
- Tajna broń (1996)
- Zbrodnicze tradycje (1996) (TV)
- Bez twarzy (1997)
- Ochroniarz (1998) (TV)
- Mission: Impossible II (2000)
- Szyfry wojny (2001)
- Zapłata (2003)
- Trzy królestwa (2008)
- Trzy królestwa II (2009)